# کریستین سادرلند
کریستین سادرلند (انگلیسی: Kristine Sutherland؛ زادهٔ ۱۷ آوریل ۱۹۵۵) یک بازیگر سینما، و هنرپیشه اهل ایالات متحده آمریکا است.
از فیلم‌ها یا مجموعه‌های تلویزیونی که وی در آن‌ها نقش داشته‌است می‌توان به عزیزم، بچه‌ها را کوچک کردم اشاره نمود.